# 藤井村 (新潟県北蒲原郡)
藤井村（ふじいむら）は、かつて新潟県北蒲原郡にあった村。1906年4月1日の編入合併によって消滅し、現在は新潟市北区と聖籠町の一部となっている。
以下の記述は合併直前当時の旧藤井村に関しての記述であり、現在では名称等が異なる場合がある。なお、ここに記述されていない内容に関しては新潟市及び聖籠町などの記事を参照。

## 沿革
- 1889年（明治22年）4月1日 - 町村制施行に伴い北蒲原郡藤寄村、横井村、笠柳村が合併し、藤井村が発足。村役場は旧笠柳村に設置[2]。

- 1906年（明治39年）4月1日 - 村域を二分割し、次のとおり近隣自治体と合併して消滅。
  - 大字藤寄 → 北蒲原郡聖籠村、蓮野村、蓮潟村と合併して聖籠村を新設
  - 大字横井・笠柳 → 北蒲原郡島崎村、鳥屋村、笹山村と合併して木崎村を設置

## 地域
藤井村は、合併した村名を継承する以下の大字で構成される。
藤寄（ふじよせ）

1889年（明治22年）まであった藤寄村の区域。現在の聖籠町藤寄。
横井（よこい）
1889年（明治22年）まであった横井村の区域。現在の新潟市北区横井およびかぶとやま2丁目の一部。
笠柳（かさやなぎ）

1889年（明治22年）まであった笠柳村の区域。現在の新潟市北区笠柳。